# 塞西尔·戴-刘易斯
塞西尔·戴-刘易斯 CBE（Cecil Day-Lewis，也拼写做Day Lewis，；1904年4月27日—1972年5月22日），常称C·戴-刘易斯（C. Day-Lewis），笔名尼古拉斯·布莱克（Nicholas Blake），是一名爱尔兰裔英国诗人、作家、推理作家，1968年到他去世为止为英国桂冠诗人。

## 生平
他出生于爱尔兰，父亲弗兰克是爱尔兰教会的教区牧师，其母凯思琳·布莱克（Kathleen Blake）在1906年去世，之后被父亲带到伦敦，在那里长大。1925年，他出版了自己的第一部诗集《Beechen Vigil》。二战期间，他担任英国情报部的编辑，也曾服役于英国国民军。
1946年，他成为剑桥大学讲师，1950年获颁CBE勋衔。1951年至1956年间，他担任牛津大学诗歌教授，1962至63年间，他担任哈佛大学诺顿教授。1968年，他成为英国桂冠诗人。